# Réserve forestière d'État d'Olaʻa
La réserve forestière d'État d'Olaʻa, en anglais Olaʻa State Forest Reserve, est une réserve forestière d'État des États-Unis située à Hawaï, sur l'île d'Hawaï, au nord-est de la caldeira du Kīlauea. Elle fait partie du parc national des volcans d'Hawaï dont elle constitue une exclave.